# Sedlo pod Czarnochem
Sedlo pod Czarnochem (polsky Przełęcz pod Czarnochem; 660 m n. m.) je horské sedlo nacházející se v Kamenných horách na státní hranici mezi Českou republikou a Polskem.
Sedlo leží mezi vrchy Czarnoch a Kropiwiec. Na české straně k němu vede místní komunikace z Janoviček, na polské straně stezka z Gluszycy Górne. Prostorem sedla prochází několik turistických tras.